# Украјинска православна црква
Украјинска православна црква (УПЦ; укр. Українська православна церква, УПЦ) је самоуправна црква с правима широке аутономије под јурисдикцијом Руске православне цркве.
Постоји још и Православна црква Украјине као самопрокламована аутокефална црква са ограниченим признањем.

## Историја

### Тежња ка аутокефалности
У јесен 1989. године, као посљедица престанка државне контроле над вјерским животом у Совјетском Савезу и у вези са растом националистичко-сепаратистичких осјећања, црквено-политичка ситуација у Украјини се доста погоршала. Конкретно, међу свештеницима и парохијанима Украјинског егзархата су се јавиле тенденције за одвајањем од Московског патријархата.
Патријарх московски Пимен и митрополит кијевски, патријарашки егзарх Украјине Филарет примили су позив од клирика западноукрајинских епархија да дају аутокефалност Егзархату. Затим, Архијерејски сабор Руске православне цркве је 30/31. јануара 1990. донио Уредбу о егзархатима (рус. Положение об экзархатах) која је пружила преосталим егзархатима (у Украјини и Бјелорусији) широка самоуправна права, као и право да се представљају као Украјинска православна црква и Бјелоруска православна црква.
Дана 9. јула 1990. у Кијеву је одржано савјетовање украјинског епископата на којем је закључено да се у западним епархијама појачава вјерски сукоб међу православцима и гркокатолицима (унијатима). Процес легализације унијатске цркве у западној Украјини је добио карактер вјерске агресије против Украјинске православне цркве и терора над православцима. Политичке власти нису спречавале незаконита дјеловања унијата него чак доносиле дискриминацијске одлуке којима су предавали православне храмове унијатима. Због тога су украјински православци, не желећи да приме унију, често присиљавани да пређу у Украјинску аутокефалну православну цркву.
Епископат Украјинске православне цркве је упутио апел патријарху московском и све Русије Алексију II и Светом синоду Руске православне цркве којим су предлагали да се ојача ауторитет свештенства Украјинске православне цркве ради активнијег супротстављања расколницима и унијатима. Дана 10. јула 1990. одржано је засједање Светог синода Украјинског егзархата који је одобрио тај апел. Свети синод Руске православне цркве се 20. јула 1990. упознао с апелом и донио одлуку да се разматра на ванредном засједању Архијерејског сабора. Ради припреме Сабора, била је образована Комисија под предсједништвом митрополита крутицког и коломенског Јувеналија (Појаркова).

### Самоуправна црква
Од 25. до 27. октобра 1990. у синодалној резиденцији у Даниловом манастиру, под предсједништвом патријарха Алексија II, одржао се Архијерејски сабор у саставу 91 јерарха Руске православне цркве. Након разматрања апела (рус. Обращение), Архијерејски сабор је установио:
1. Украјинској православној цркви даје се независност и самосталност у њеној управи.
2. У вези са тим, назив Украјински егзархат се укида.
3. Предстојатеља Украјинске православне цркве бира украјински епископат и његов избор потврђује патријарх московски и све Русије.
4. Предстојатељ Украјинске православне цркве носи титулу митрополит кијевски и све Украјине.
5. Митрополиту кијевском и све Украјине, у границама Украјинске православне цркве, обраћа се са Блажњејши.
6. Митрополит кијевски и све Украјине има право ношења двије панагије и предношења крста за вријеме богослужења.
7. Синод Украјинске православне цркве бира и поставља епархијске и викарне архијереје, установљава и укида епархије у границама Украјине.
8. Митрополит кијевски и све Украјине као предстојатељ Украјинске православне цркве је стални члан Светог синода Руске православне цркве.
9. Ова одлука Архијерејског сабора Руске православне цркве подлијеже потврди Помјесног сабора Руске православне цркве с уношењем одговарајућих измјена у Устав о управи Руске православне цркве.

Све до краја јануара 2009, за вријеме патријарха Алексија II, Помјесни сабор се није састајао тако да је статус Украјинске православне цркве остао непотврђен. Међутим, био је потврђен од стране свих одржаних архијерејских сабора у том периоду.

## Устројство
Украјинска православна црква је Уставом Руске православне цркве одређена као самоуправна црква са правима широке аутономије. Она своју мисију остварује руководећи се Томосом патријарха московског и све Русије (1990) и Уставом Украјинске православне цркве. Сматра се за насљедницу древне Кијевске митрополије и Украјинског егзархата Руске православне цркве.
Украјинска православна црква не подлијеже државној регистрацији у цјелини. Међутим, статус правних лица имају њене установе (Кијевска митрополија, синодалне установе, епархијске управе, парохије, манастири, вјерске школе, мисије, братства и сестринства).
Предстојатеља Украјинске православне цркве (митрополита кијевског и све Украјине) бира украјински епископат и његов избор потврђује патријарх московски и све Русије. Предстојатељ је стални члан Светог синода Руске православне цркве, а украјински епископат учествује на архијерејским и помјесним саборима, као и у избору руског патријарха. Највиши органи УПЦ су Сабор (помјесни сабор), Сабор епископа (архијерејски сабор) и Свети синод под предсједништвом митрополита.
Предстојатељ Украјинске православне цркве (од 1992) био је митрополит Владимир Сабодан. Од 24. фебруара 2014, одлуком Светог синода Украјинске православне цркве, мјестобљуститељ кијевског митрополитског трона је био митрополит черновицки и буковински Онуфрије (Березовски). Послије смрти митрополита Владимира за новог поглавара Украјинске православне цркве (13. августа 2014) изабран је митрополит Онуфрије.
Украјинска православна црква има укупно 54 епархије. По подацима из фебруара 2013. постојала је 51 епархија (као и 22 викарна архијереја и 10 умировљених), укупно 11.393 парохије и 219 манастира.